# الموجات فوق الصوتية المعدلة
يمكن أن يتم تعديل الموجات فوق الصوتية لتحمل إشارة صوتية (كتعديل الإشارات اللاسلكية). ويتم استخدام هذا الأمر في كثير من الأحيان لتمرير الرسائل تحت الماء، من أجل التواصل بين غواصين تحت الماء، وللتواصل تحت أعماق قصيرة (خمسة أميال) بين الغواصات؛ يتم فك شفرات إشارة الموجات فوق الصوتية إلى صوت مسموع بواسطة مستقبل الموجات فوق الصوتية المعدلة.

## نطاق الإشارة
نظرًا لخصائص الامتصاص التي يتميز بها ماء البحر، لا يتم استخدام الموجات فوق الصوتية (الصوت المنقول عبر الترددات أقوى من حاسة السمع البشرية، أو تقريبًا ما تكون أقوى بحوالي 20000 هيرتز) للتواصل بين مسافات بعيدة تحت الماء. وكلما كان التردد عاليًا، كان امتصاص الماء للصوت أسرع، وتتلاشى الإشارة بسرعة أكبر. لهذا السبب، فإن معظم «الهواتف» المستخدمة تحت الماء؛ تعمل من خلال «أنماط النظام القاعدي» (على نفس التردد كما هو الحال في الصوت ويعتمد بالأساس على مكبر للصوت)، أما في نظام “UQC-1” (كما هو موجود في MIL-C-15240D) بحامل معدَّل لـ 7500 هرتز، أو نظام "UQC-2" (الموجود في MIL-C-22509) من حوالي 8500 هرتز إلى حوالي 12000 هرتز، أو في نظام "WQC-2" الحديث من 8500 هرتز إلى حوالي 100000 - مع حد أقصى للاستخدام يصل إلى 32500 هرتز) (انظر أيضًا NATO STANAG-1074 ED.4 لمواصفات الترددات المستخدمة عالميًا.)
انظر صوت الموجات فوق الصوتية للموجات فوق الصوتية المُعدلة التي بإمكانها تحويل الإشارة التي تحملها إلى صوت مسموع بدون الحاجة إلى مجموعة استقبال.